# Ахазія
Ахазія (івр. אֲחַזְיָהוּ הַמֶלֶך, Ахазіяу г̽а-Мелех) — цар Ізраїльського царства, що правив 2 роки (3Цар 22:51). Син Ахава та Єзавелі.

## Життєпис
Незабаром після сходження Ахазія на престол, збунтувався моавитяни (4Цар 1:1). Невідомо які були плани Ахазії, оскільки незабаром він випав з вікна свого палацу. Бажаючи дізнатися про своє зцілення він звернувся до Вельзевула (Ваал-Зевува, екронського бога), чим викликав гнів Бога устами пророка Іллі.
Від хвороби Ахазія так і не оговтався.
Царський престол в країні перейшов до його брата, Йорама.